# أونغ كياو ناينج
أونغ كياو ناينج (بالبورمية: အောင်ကျော်နိုင်)‏ هو لاعب كرة قدم ميانماري في مركز الوسط، ولد في 20 ديسمبر 1994 في ميانمار. شارك مع منتخب ميانمار تحت 23 سنة لكرة القدم ومنتخب ميانمار لكرة القدم. أما مع النوادي، فقد لعب مع نادي آياياوادي يونايتد.

## وصلات خارجية
- أونغ كياو ناينج على موقع قاعدة بيانات كرة القدم.إي يو (الإنجليزية)
- أونغ كياو ناينج على موقع ناشيونال فوتبول تيمز (الإنجليزية)
- أونغ كياو ناينج على موقع Soccerway.com (الإنجليزية)
- أونغ كياو ناينج على موقع عالم كرة القدم.نت (الإنجليزية)